# Vindelle
Vindelle és un municipi francès situat al departament del Charente i a la regió de la Nova Aquitània. L'any 2007 tenia 956 habitants.

## Demografia

### Població
El 2007 la població de fet de Vindelle era de 956 persones. Hi havia 380 famílies de les quals 74 eren unipersonals (41 homes vivint sols i 33 dones vivint soles), 143 parelles sense fills, 126 parelles amb fills i 37 famílies monoparentals amb fills.
La població ha evolucionat segons el següent gràfic:
Habitants censats

### Habitatges
El 2007 hi havia 418 habitatges, 384 eren l'habitatge principal de la família, 12 eren segones residències i 22 estaven desocupats. 416 eren cases i 1 era un apartament. Dels 384 habitatges principals, 343 estaven ocupats pels seus propietaris, 35 estaven llogats i ocupats pels llogaters i 7 estaven cedits a títol gratuït; 1 tenia una cambra, 15 en tenien dues, 24 en tenien tres, 141 en tenien quatre i 203 en tenien cinc o més. 336 habitatges disposaven pel capbaix d'una plaça de pàrquing. A 141 habitatges hi havia un automòbil i a 230 n'hi havia dos o més.

### Piràmide de població
La piràmide de població per edats i sexe el 2009 era:
| Homes | Edats   | Dones |
| ----- | ------- | ----- |
| 0     | 95 o +  | 0     |
| 4     | 90 a 94 | 4     |
| 0     | 85 a 89 | 0     |
| 4     | 80 a 84 | 0     |
| 8     | 75 a 79 | 8     |
| 8     | 70 a 74 | 8     |
| 32    | 65 a 69 | 12    |
| 20    | 60 a 64 | 32    |
| 16    | 55 a 59 | 24    |
| 24    | 50 a 54 | 20    |
| 56    | 45 a 49 | 48    |
| 48    | 40 a 44 | 72    |
| 40    | 35 a 39 | 28    |
| 32    | 30 a 34 | 28    |
| 0     | 25 a 29 | 16    |
| 32    | 20 a 24 | 20    |
| 44    | 15 a 19 | 40    |
| 28    | 10 a 14 | 24    |
| 40    | 5 a 9   | 20    |
| 24    | 0 a 4   | 8     |

## Economia
El 2007 la població en edat de treballar era de 651 persones, 490 eren actives i 161 eren inactives. De les 490 persones actives 450 estaven ocupades (240 homes i 210 dones) i 40 estaven aturades (19 homes i 21 dones). De les 161 persones inactives 66 estaven jubilades, 53 estaven estudiant i 42 estaven classificades com a «altres inactius».

### Ingressos
El 2009 a Vindelle hi havia 400 unitats fiscals que integraven 987 persones, la mediana anual d'ingressos fiscals per persona era de 19.111 €.

### Activitats econòmiques
Dels 21 establiments que hi havia el 2007, 1 era d'una empresa alimentària, 2 d'empreses de fabricació d'altres productes industrials, 8 d'empreses de construcció, 1 d'una empresa de comerç i reparació d'automòbils, 1 d'una empresa de transport, 1 d'una empresa d'hostatgeria i restauració, 1 d'una empresa immobiliària i 6 d'entitats de l'administració pública.
Dels 6 establiments de servei als particulars que hi havia el 2009, 1 era un paleta, 1 guixaire pintor, 1 fusteria, 2 electricistes i 1 empresa de construcció.
L'únic establiment comercial que hi havia el 2009 era una fleca.
L'any 2000 a Vindelle hi havia 20 explotacions agrícoles que ocupaven un total de 840 hectàrees.

## Equipaments sanitaris i escolars
El 2009 hi havia una escola elemental integrada dins d'un grup escolar amb les comunes properes formant una escola dispersa.

## Poblacions més properes
El següent diagrama mostra les poblacions més properes.